# Aepypodius
Aepypodius es un género de aves Galliformes de la familia Megapodiidae que comprende únicamente dos especies.

## Especies
- Aepypodius arfakianus (Salvadori, 1877)
- Aepypodius bruijnii (Oustalet, 1880)